# Luc-en-Diois
Luc-en-Diois – miejscowość i gmina we Francji, w regionie Owernia-Rodan-Alpy, w departamencie Drôme.
Według danych na rok 1990 gminę zamieszkiwało 478 osób, a gęstość zaludnienia wynosiła 20 osób/km² (wśród 2880 gmin regionu Rodan-Alpy Luc-en-Diois plasuje się na 1164. miejscu pod względem liczby ludności, natomiast pod względem powierzchni na miejscu 366.).

## Galeria

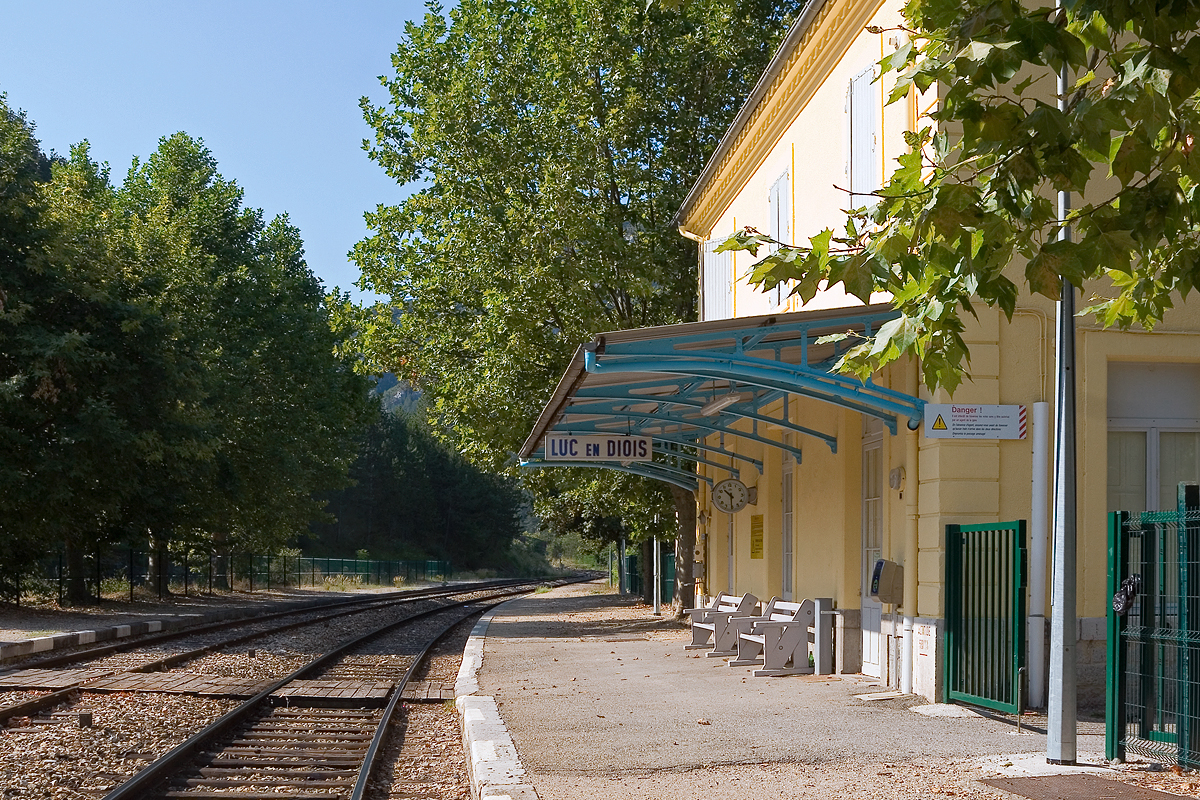
Stacja kolejowa w Luc-en-Diois, 2009
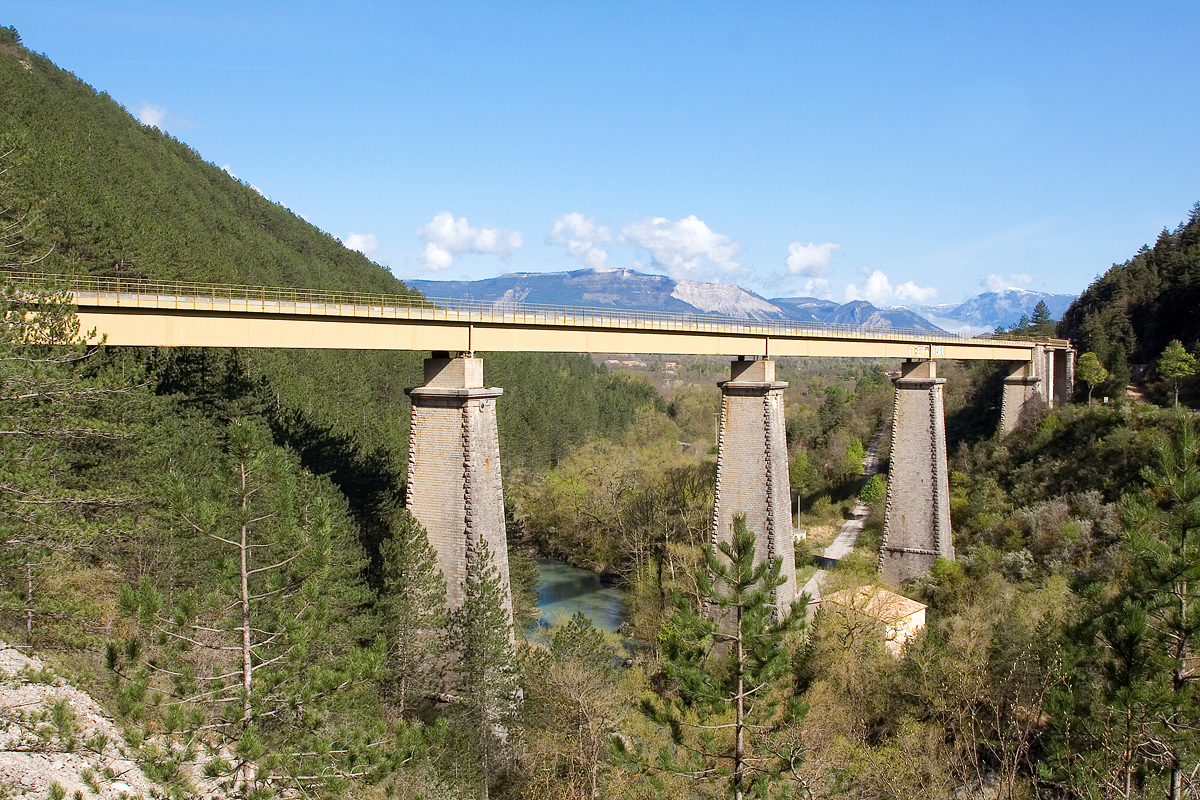
Wiadukt Claps w Luc-en-Diois, 2006
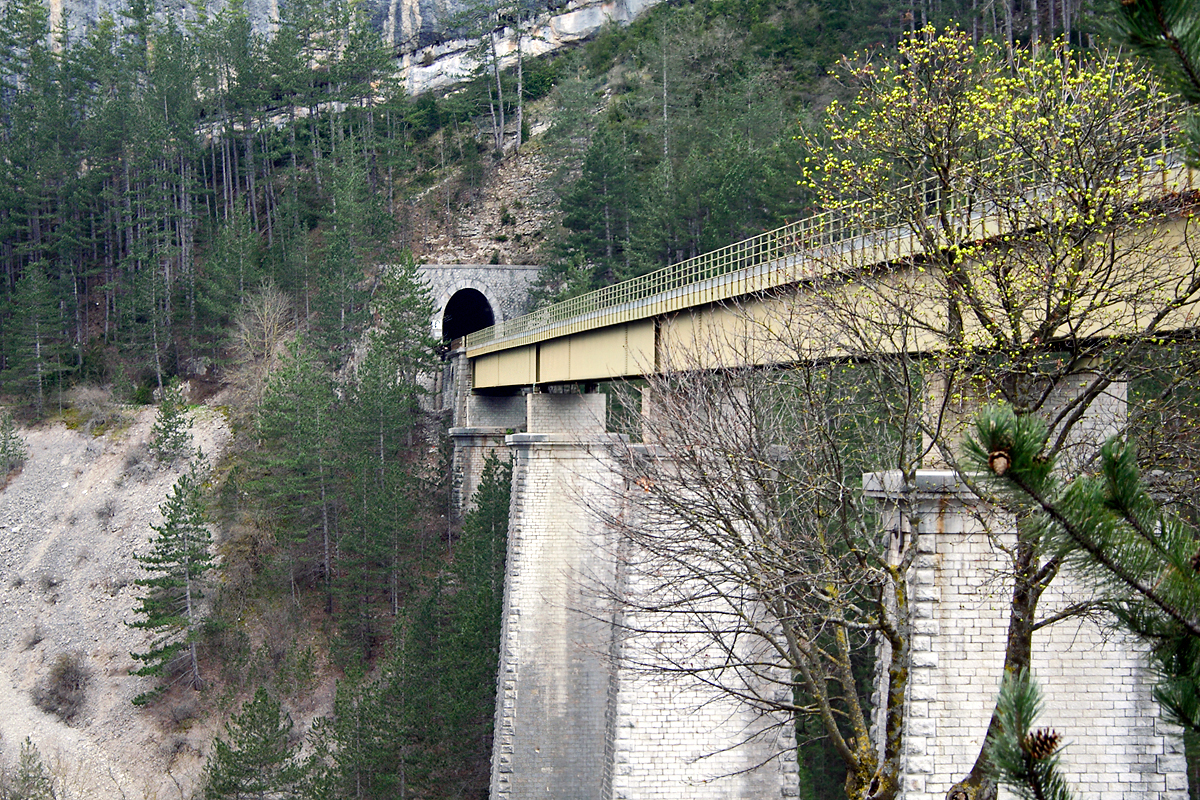
Wiadukt i tunel, 2007